# Мухаммад ибн Аббас
Мухаммад ибн Аббас (перс. محمدان عباس‎‎) был правителем из династии Гуридов. Он сменил своего отца Аббаса ибн Шита в 1060 году, после того как последний был свергнут газневидским султаном Ибрахим ибн Масудом.
Когда Мухаммед взошёл на трон, он согласился платить дань газневидам. О нём известно не так много, ему наследовал его сын Кутб ад-Дин Хасан.